# Пріоноцериди
Пріоноцериди (Prionoceridae) — родина жуків надродини клероїдних (Cleroidea). Включає 150 сучасних видів у трьох родах та декілька викопних форм. Вони поширені по всьому Старому Світу.

## Опис
Подовжені жуки з м'якими надкрилами. Надкрила часто вкриті рядами волосків. Краї очей не круглі, а вирізані спереду. Голова звернена вперед (прогнатія), а кліпеальна область перетворюється на коротку плоску морду. Кожна з ніг має п'ять лапок з простими кігтями та однією шпорою на передній кістці. Самці Idgia і Prionocerus мають гребінець на внутрішньому краї дистального тарзального сегмента передньої ноги.

## Роди
- †Cretaidgia Zhao, Liu & Yu, 2021
- Idgia Laporte, 1836
- †Idgiaites
- Lobonyx Jacquelin du Val, 1859
- †Prionocerites Lawrence, Archibald, & Ślipiński, 2008
- Prionocerus Perty, 1831